# IRIX

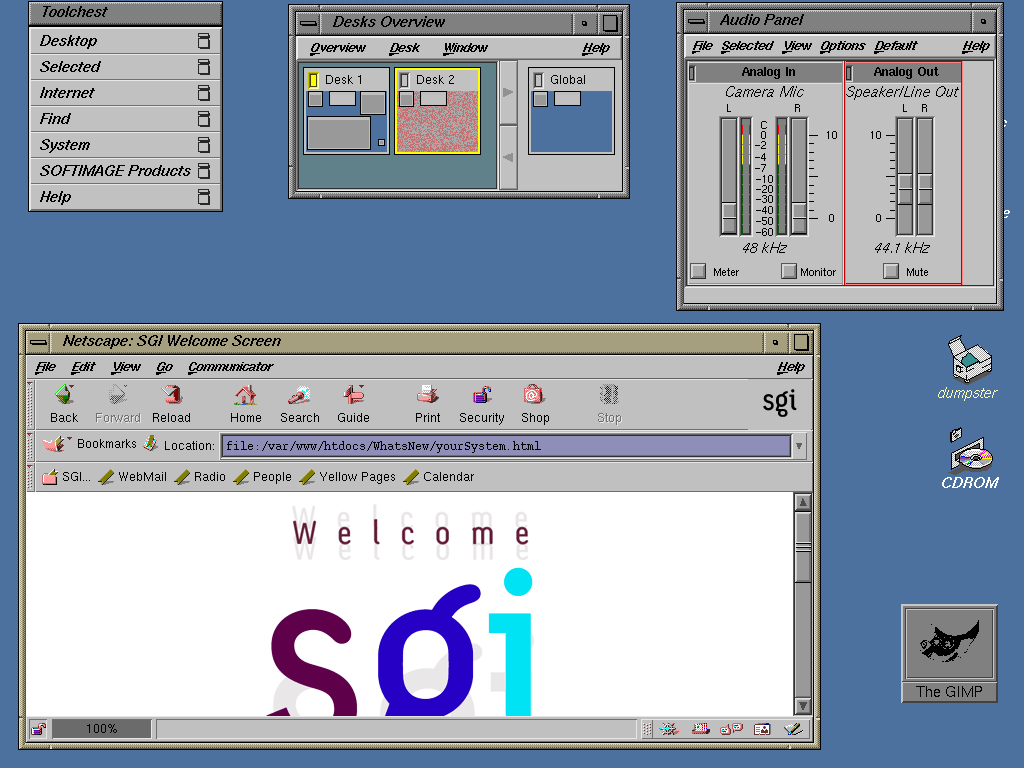

IRIX는 실리콘 그래픽스에 의해 32, 64비트 MIPS 아키텍처 워크스테이션과 서버를 원활하게 지원하기 위해 개발된 운영 체제이다. 유닉스 시스템 V 계열이며, 매우 오랜 시간 가동되는 컴퓨터에 적합하다. XFS 파일 시스템은 가장 발달된 저널링 파일 시스템 중 하나로 손꼽히고 있다.
최근의 메이저 버전인 IRIX 6.5는 1998년 4월에 발표되었다. 마이너 버전은 매 분기마다 발표되고 있다. 6.5.22 버전을 기점으로 각 릴리즈는 2개로 나뉜다. 단지 기존 6.5에 수정된 유지 보수판(maintenance release)과 강화, 개선된 기능 공개판(feature release)으로 나뉜다. 6.5.23과 그 상위 버전은 실리콘 그래픽스의 하드웨어에서만 작동함에도 실리콘 그래픽스의 지원 계약을 필요로 하는데 반해서 6.5.x부터 6.5.22버전은 무료로 제공되었다. 최근에는 사측에서 개발의 중단을 선언함으로써 역사속으로 사라지게 되었다.